# Kninski kotar
Kninski kotar je bio jedan od kotara u austrijskoj carskoj pokrajini Dalmaciji. Prostirao se je 1900. godine na 1408 km2.
Godine 1900. u Kninskome kotaru živjelo je 51.608 stanovnika.